# Johann Peter Berg

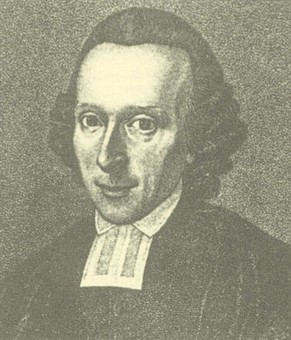
Johann Peter Berg

Johann Peter Berg (* 3. September 1737 in Bremen; † 3. März 1800 in Duisburg) war ein deutscher evangelischer Theologe und Orientalist.

## Leben
Nachdem Johann Peter Berg seine Ausbildung in Leiden absolviert hatte, wurde er 1762 Professor der griechischen und orientalischen Sprachen in Bremen. 1763 allerdings zog er schon nach Duisburg, um 36 Jahre lang als Dozent an der dortigen Universität beinahe alle theologischen Lehren zu unterrichten. Diese Stelle hatte er bis kurz vor seinem Tod am 3. März 1800 inne.

## Schriften
- Specimen Philol. ad Selecta V. T. Loca. Leiden, 1761.
- Reformationsgeschichte der Länder Jülich, Cleve, Berg, Mark. 1826.